# Spilosoma mediosimplex
Spilosoma mediosimplex là một loài bướm đêm thuộc phân họ Arctiinae, họ Erebidae.